# ルディ・レイ・ムーア
ルディ・レイ・ムーア（Rudy Ray Moore, 1937年3月17日 - 2008年10月19日）は、アメリカ合衆国のコメディアン、俳優。アーカンソー州フォートスミス出身。

## 日本公開された映画
- ドールマイト（DOLEMITE）1975 製作・原案・出演：ドールマイト役
- ヒューマン・トルネード（THE HUMAN TORNADO／DOLEMITE II） 1976 製作・出演：ドールマイト役
- ピティー・ウィートストロー（PETEY WHEATSTRAW／THE DEVIL'S SON-IN-LAW）1977 出演：ピティー役
- ディスコ・ゴッドファーザー （DISCO GODFATHER／AVENGING DISCO GODFATHER／AVENGING GODFATHER） 1978 製作・出演：タッカー・ウィリアムズ役

## 関連作品
- ルディ・レイ・ムーア (映画) - 2019年の伝記映画